# ルーチョ・ダッラ
- ルーチョ・ダッラ
- ルチオ・ダッラ
- ルチオ・ダルラ

ルーチョ・ダッラ （ルチオとも、イタリア語: Lucio Dalla OMRI イタリア語発音: [ˈluːtʃo ˈdalla]、1943年3月4日 - 2012年3月1日）は、イタリアのシンガーソングライター、音楽家、俳優。 
"L'anno che verrà" (1979) や、イタリアのテノール歌手、エンリコ・カルーソーに捧げられた歌「カルーソー」 (1986) の作曲家として知られる。

## 生い立ち
イタリアのボローニャに生まれる。幼少期よりボローニャのジャズバンドでクラリネットを始め、 Rheno Dixieland Band とよばれる地元のジャズバンドの団員となった。後に映画監督となるプピ・アヴァティも同楽団の団員であった。 アヴァティはダッラの才能に圧倒されたために楽団を辞めることにしたという。アヴァティは自身の映画 "Ma quando arrivano le ragazze?" (2005) について、ダッラとの友情に触発されたものであるとしている。 
1960年代、楽団はフランスのアンティーブで開催されたジャズフェスティバルに参加した。そこで「伝統的なジャズバンド」部門で最優秀賞を受賞したことにより、ダッラが1961年に最初のレコードを共に録音したローマの楽団、Second Roman New Orleans Jazz Band に注目された。また、ダッラの将来の出版社であるRCAイタリアと初めて接触した 。
シンガーソングライターのジーノ・パオリは、1963年のカンタジーロ音楽祭においてダッラの歌声を聴き、ソウルシンガーとしてソロで活動することを提案した。 しかし、1965年の同音楽祭でのソロデビューは、身体的外観と音楽の両方が実験的すぎると考えられたためか、成功とはいえなかった。  
翌年に発売された最初のアルバム "1999" （1966年）と同じく、最初のシングルであるアメリカの古謡 "Careless Love" のイタリア語での演奏は失敗に終わった。 
次のアルバム、 "Terra di Gaibola" は1970年に発売され、ダッラの活動初期の古典が収録された。 
最初のヒット曲はサンレモフェスティバルのおかげである程度の成功を収めたともいえる "4 Marzo 1943" である。この曲はもともと "Gesù bambino" と命名される予定であったが、1976年当時はまだ曲の内容に対する厳しい検閲があったため、ダッラの生年月日に変更された。 

## ロベルト・ロヴェルシとの作品
ダッラは1964年のシングル "Lei (nonèper me)" (B面: "Ma questa sera") でソロデビューした。 1970年代に入ると、同じボローニャ出身の詩人、ロベルト・ロヴェルシと共同で作品を作り始めた。 ロヴェルシは "Il giorno aveva cinque teste" （「その日は頭が5つあった」）(1973)、 "Anidride solforosa" （「二酸化硫黄」）(1975) 、 "Automobili" （「自動車」）(1976) の3つのアルバムの曲を作詞した。 
これらのアルバムは大ヒットとはいえなかったが、批評家にはロヴェルシの歌詞とダッラの即興演奏の変わった組み合わせや、ダッラの曲の「実験的なひねり」や作曲能力が注目を受けた。 2人はコンセプトアルバム "Automobili" が発売される頃にはすでに解散していた。このアルバムの発売に反対していたロヴェルシは、 "Norisso" という筆名を用いて作詞を行った。このアルバムには、ダッラの最も人気のある曲の一つで、有名な1930年代のイタリア人レーサーにちなんで名付けられた "Nuvolari" が収録されている。 

## ソロでの活動

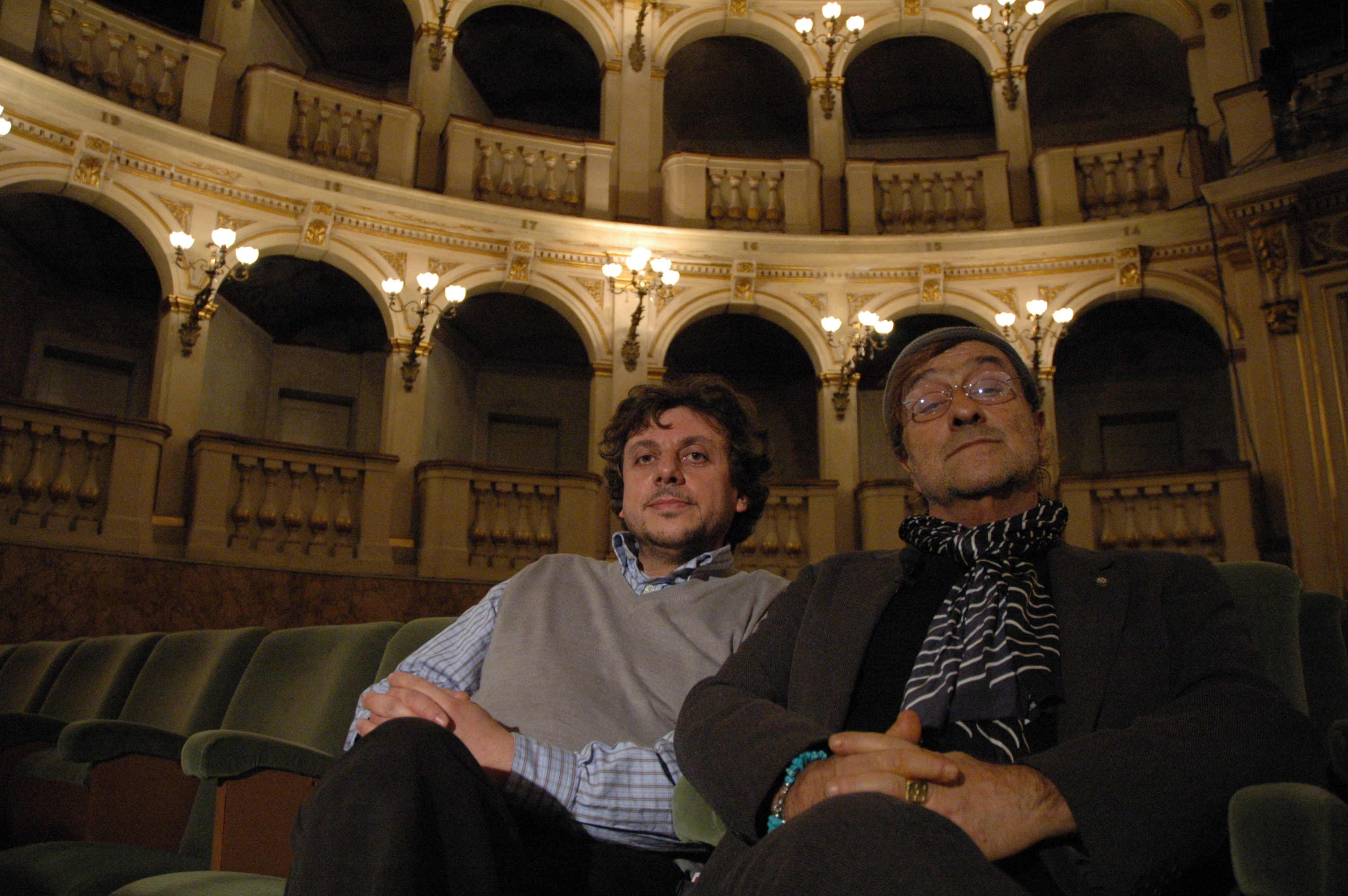
ボローニャの市立劇場において音楽プロデューサーのジャンルイージ・サルヴィオーニの隣に座るルーチョ・ダッラ（右）

ロヴェルシとの解散を受け、ダッラは次のアルバムを自分で作詞すると決めた。 この時期に発売した最初のアルバムは "Com'èprofondo il mare" (1977) で、後のポップスバンド、Stadioのメンバーが伴奏として参加した。 
1979年にはアルバム "Banana Republic" がヒット、1980年には "Dalla" と "Lucio Dalla" の自身の名を冠した2つのアルバムが成功を収めたことにより、ダッラの人気は確かなものとなった。 
1986年に発売された曲「カルーソー」は、 ルチアーノ・パヴァロッティやフリオ・イグレシアスなどの多数の国際的なアーティストによりカバーされた。 パヴァロッティが歌ったバージョンは900万枚以上、アンドレア・ボチェッリのアルバム "Romanza" (1997) に収録されたものは世界中で2000万枚以上の売り上げを記録した 。トランペット奏者のメイナード・ファーガソンは、アルバム "Primal Scream" (1976) に収録された "Vesti la giubba" （衣装をつけろ）の演奏でエンリコ・カルーソーに敬意を示した経緯もあり、アルバム "Brass Attitude" (1998) において「カルーソー」をカバーした。 
1990年にヒットしたシングル "Attenti al lupo" は、ヨーロッパにおいて幅広く成功を収めた。ダッラは "Pavarotti and friends" においてデュエットに招待され、パヴァロッティと「カルーソー」を歌った 。 
2010年、ダッラは "Work in Progress" ツアーとアルバムにおいてフランチェスコ・デ・グレゴーリとの協働を再開した。ダッラの音楽には主にジャズの影響がみられるが、作品はフォーク ("Attenti al lupo") やポピュラー音楽 ("Lunedì")、イタリアのシンガーソングライター ("Com'è profondo il mare" (1977) から "Dalla" (1980) まで）、クラシックやオペラ（「カルーソー」）まで多岐にわたる。 

## 死

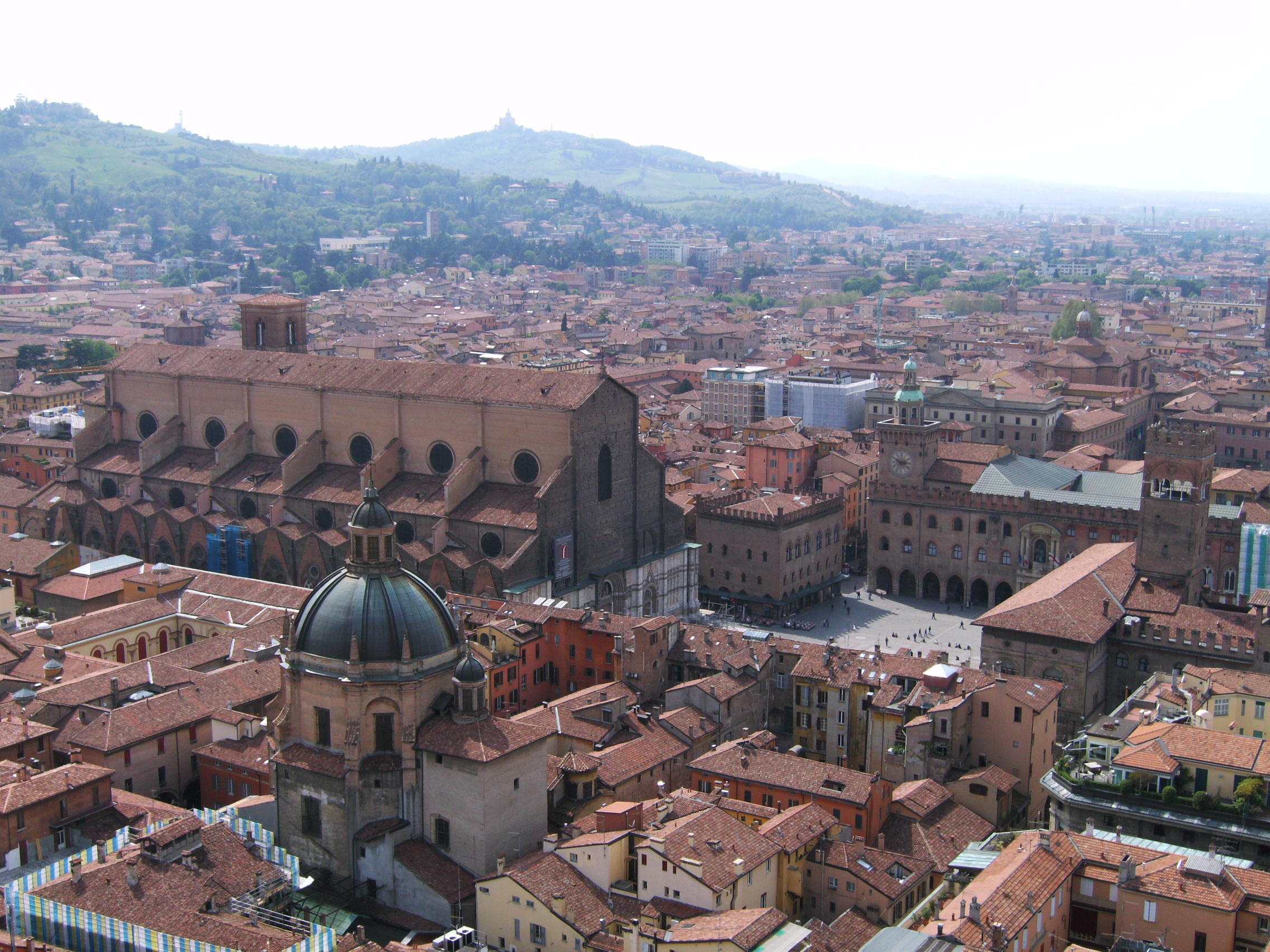
ダッラの葬儀が行われたボローニャのマッジョーレ広場。推定50,000人が参列した。

69歳の誕生日の3日前の2012年3月1日の朝、滞在中のスイスのモントルーのホテルで朝食をとった後、心臓発作により急逝。前日の夜には市内で演奏を行ったばかりであった。亡くなったとき、パートナーのマルコ・アレマノと一緒にいた。ボローニャで行われた葬儀には推定50,000人が出席した。 
イタリアのテノール歌手、エンリコ・カルーソーに捧げた「カルーソー」は、彼の死後、イタリアのシングルチャートにおいて2週連続で2位を記録した。また、イタリア音楽産業協会によってプラチナ認定も受けた。

## 私生活
ダッラの葬儀の後、彼の長年の仲間でありパートナーであった Marco Alemanno により、ダッラは同性愛者であり同居していたことが明かされた。ダッラは生前、同性愛者であることは公に認めておらず、1979年のインタビューでも "Non mi sento omosessuale" （ゲイであるとは思わない）と発言していた。 
この暴露は、同性愛に対するイタリア社会の態度について議論を巻き起こした。 

## ディスコグラフィー

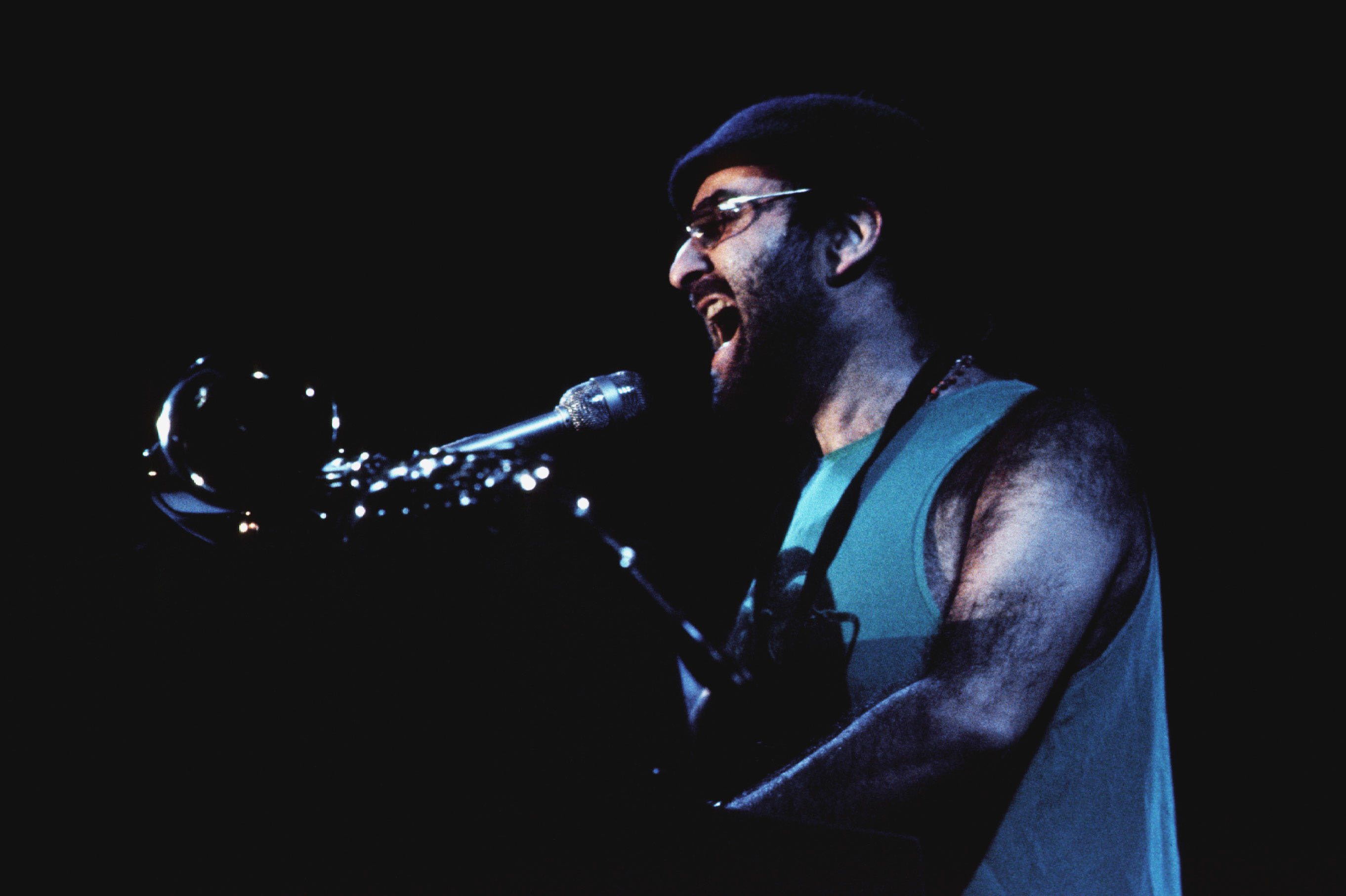
1980年代のルーチョ・ダッラ

ダッラはイタリア市場向けの22枚のスタジオアルバム、 1枚のQディスク 、9枚のライブアルバム、さまざまなコレクション、海外市場向けのいくつかのアルバムを発表している。 
アルバムの一覧を以下に示す。 
- 1999 (1966)
- Terra di Gaibola (1970)
- Storie di casa mia (1970)
- Il giorno aveva cinque teste (1973)
- Anidride solforosa (1975)
- Automobili (1976)
- 4 Marzo 1943 (1976)
- Com'è profondo il mare (1977)
- Lucio Dalla (1979)
- Quel fenomeno di Lucio Dalla  (1979)
- Banana Republic (1979, with Francesco De Gregori and Rosalino Cellamare)
- Dalla (1980)
- Lucio Dalla (Q Disc) (1981)
- Torino, Milano e dintorni (1981)
- Gli anni Settanta (1981)
- 1983 (1983)
- L'album di Lucio Dalla (1983)
- Viaggi organizzati (1984)
- Bugie (1985)
- The best of Lucio Dalla (1985)
- DallameriCaruso (1986)
- Dalla/Morandi (1988)
- Cambio (1990)
- Il motore del 2000 (1990)
- Il primo Lucio Dalla (1990)
- Amen  (1992)
- Henna (1993)
- Maria Farantouri sings Lucio Dalla (1995)
- Le origini (1996)
- Canzoni (1996)
- Ciao (1999)
- Luna Matana (2001)
- Live@RTSI – 20 dicembre 1978 (2001)
- Dal vivo – Bologna 2 settembre 1974 (2001)
- Caro amico ti scrivo... (Best of) (2002)
- Tosca. Amore disperato (2003)
- Lucio (2003)
- 12000 Lune (Best of/Box Set) (2003)
- Il contrario di me (2007)
- Angoli nel cielo (2010)
- Questo è amore (2011)

## フィルモグラフィー
ダッラは17本の映画に俳優として出演し、17本の映画の音楽監督を務めた。 
音楽DVDの一覧を以下に示す。 
- Live@RTSI – 20 dicembre 1978 (2001)
- Retrospettiva (2003)
- In concerto (2004)
- Banana Republic (2006)
- Tu Non Basti Mai (2009)

## 受賞歴
- イタリア共和国功労勲章（コンメンダトーレ） - 「閣僚理事会の議長の提案につき」 – 1986年12月27日[18]
- イタリア共和国功労勲章（グランデ・ウッフィチャーレ） - 「共和国大統領の発意により」 – 2003年11月3日
- 名誉学位 - 芸術、音楽およびエンターテインメントの分野（ボローニャ大学、文学・哲学部 ） [19]